# Андрієвський Ераст Степанович
Ера́ст Степа́нович Андріє́вський (15 (27) квітня 1809, Волочиськ, Старокостянтинівський повіт, Волинська губернія, Російська імперія — 21 березня 1872, Одеса, Херсонська губернія, Російська імперія) — громадський діяч, лікар, науковець і письменник, академік, дійсний статський радник, доктор медичних наук. Кавалер ордена Святого Станіслава 1 ступеня, Святого Володимира 3 ступеня, Святої Анни 3 ступеня та перського ордена Лева та Сонця.

## Життєпис
Андрієвський походить з дворянської родини. Батька звали — Степан Степанович, а мати — Генрієтта-Августа Карлівна Грефе, німкеня, з її родини походили відомі лікарі, тому Ераст закінчив гімназію у Берліні, там і вступив до Гумбольдтського університету. У 1828 році став кандидатом медичних наук, а 1831 року доктор медичних наук.
Разом з дядею, лікарем-офтальмологом, бере участь у наукових експедиціях. Прийнятий у члени Неаполітанської медико-хірургічної академії.
З 1833 року служить у губернатора Новоросійського краю графа М. С. Воронцова в Одесі — понад 20 років.
1833 року пропонує заснувати лікувальний заклад на Куяльницькому лимані (за 13 кілометрів від Одеси). 27 червня засновано курорт «Куяльник» — називався тоді «Лечебница грязных и песчаных лиманских ванн». Лиман довгий час називався Андрієвським.
Після того — на Кавказі як цивільний генерал-штаб-доктор, прилучився до становлення курорту Боржом. 1847 — дійсний статський радник.
Був особистим лікарем родини Воронцових.
Обирався гласним Одеської міської думи та Херсонського губернського земства.
Автор численних медичних публікацій та особистих спогадів у 3 томах [Архівовано 16 вересня 2019 у Wayback Machine.].
Був похований на Першому Християнському цвинтарі. 1937 року комуністичною владою цвинтар було зруйновано. На його місці був відкритий «Парк Ілліча» з розважальними атракціонами, а частина була передана місцевому зоопарку. Нині достеменно відомо лише про деякі перепоховання зі Старого цвинтаря, а дані про перепоховання Андрієвського відсутні.

## Родинне життя
- Батько: Степан Степанович Андрієвський
- Мати: Генрієтта-Августа Карлівна, до шлюбу — Грефе
- Був в шлюбі з грузинською княжною Варварою Георгіївною Тумановою. Родина мала двоє дочок — Олену та Ніну, та сина Костянтина.
- Брат: Андреєвський Аркадій Степанович — дійсний статський радник.

## Вшанування пам'яті
В одеському районі Пересип є вулиця Андрієвського.
В 1896 році перед будинком здравниці встановлено пам'ятник лікарю (архітектор Толвінський та скульптор Едуардс).